# Hooper (Nebraska)
Hooper ist eine Ortschaft im Dodge County im US-Bundesstaat Nebraska. Laut Volkszählung im Jahr 2000 hatte sie eine Einwohnerzahl von 827 auf einer Fläche von 1,6 km². Die Bevölkerungsdichte liegt bei 517 pro km².